# James Hampton (actor)
James Wade Hampton (Oklahoma City, Oklahoma, 9 de julio de 1936-Fort Worth, Texas, 10 de abril de 2021) fue un actor, director y guionista estadounidense.

## Vida y carrera
Creció cerca de Dallas, Texas, donde su padre era dueño de un negocio de lavandería. Estudió drama en la Universidad del Norte de Texas, donde fue miembro de la fraternidad Kappa Alpha Order. Después de algunos intentos fallidos de trabajar como guardaespaldas, cantinero o fotoperiodista, se alistó al Ejército de los Estados Unidos, donde fue asignado a la 6to deCaballería. Durante su servicio en Alemania, actuó, entre otros para las United Service Organizations.[cita requerida]
Después de su servicio en el ejército, Hampton apareció en el Summer Stock Theatre en Texas y luego se mudó a la ciudad de Nueva York, donde participó en el cortometraje The Cliff Dwellers, que fue nominado al Óscar y, entre otras cosas, en la serie de televisión Smoking Colts al lado de Burt Reynolds. Desde entonces apareció también en películas como El rompehuesos (1974) y De pelo en pecho (1985) y es recordado mayormente por su participación en la serie de televisión F-Troop (1965).[cita requerida]
En 1964 Hampton se casó con Carole Simpson y tuvo dos hijos con ella. Se divorciaron en el 2002. Ese mismo año contrajo matrimonio con la actriz Mary Deese.
Falleció el 10 de abril de 2021 en Fort Worth a causa complicaciones derivadas de la enfermedad de Parkinson que padecía.

## Filmografía (selección)

### Actor
- 1962: Los habitantes del acantilado
- 1963-1965: La ley del revólver ( Gunsmoke, 3 episodios)
- 1965-1967: F-Troop (65 episodios)
- 1970: Soldado azul (Soldier Blue)
- 1973: El hombre que hizo bailar a los gatos (The Man Who Loved Cat Dancing)
- 1974: El rompehuesos (The Longest Yard)
- 1975: Un supertipo toca el tambor (WW And The Dixie Dancekings)
- 1975: FBI - Combat Terror (Attack On Terror: The FBI vs. Life: The Ku Klux Klan)
- 1975: Mackintosh y TJ (Mackintosh y TJ)
- 1975: Calles de la noche (Hustle)
- 1977: Howard Hughes - Una leyenda (The Amazing Howard Hughes)
- 1978: El gato del espacio exterior (The Cat from Outer Space)
- 1979: El síndrome de China (The China Syndrome)
- 1980: Hangar 18
- 1981: Condorman
- 1981: El misterio de la pirámide (Through the Magic Pyramid)
- 1982: Tercera Guerra Mundial (World War III)
- 1984: The Burning Bed (The Burning Bed)
- 1984-1985: ¿Quién es el jefe aquí? (Who's the Boss?, Dos episodios)
- 1985: De pelo en pecho (Teen Wolf)
- 1987: Teen Wolf 2 (Teen Wolf Too)
- 1988: Loca academia de policía 5 - Operación Miami Beach (Police Academy 5: Asignación: Miami Beach)
- 1990: Rebelión en las ondas (Pump Up the Volume)
- 1991: El gigante del Trueno (The Giant of THunder Mountain)
- 1996: El otro lado de la vida  (Sling Blade)
- 2009: Fuego desde abajo - Las llamas te encontrarán (Fire from below)

### Director
- 1992-1994: Papá nos atrapa a todos ( Evening Shade, 16 episodios)
- 1993-1995: Bésame, John ( Hearts Afire, 5 episodios)
- 1997-1998: Un padre para besar (The Tony Danza Show, dos episodios)
- 1997-1998: Grace ( Grace Under Fire, 4 episodios)

### Guíonista
- 1992-1993: Papá nos atrapa a todos ( Evening Shade, 6 episodios)
- 1993: Harlan y Merleen

## Premio (selección)
- 1975 : Nominación a un Globo de Oro a la nueva estrella del año por su papel en The Hardest Mile